# Розстрільний полігон «Комунарка»
Розстрі́льний поліго́н «Комуна́рка» — спецоб'єкт НКВС СРСР, нині кладовище у районі 24-го кілометра Калузького шосе Московської області. Тут під час Сталінських репресій проводилися масові розстріли.

## Історія
Цей об'єкт НКВС СРСР відомий як місце масових розстрілів у 1930–1950 роках. Тут страчували засуджених до «Першої категорії» Воєнною колегією Верховного суду СРСР. Страта відбувалася в день винесення вироку.
За оцінками експертної комісії ФСБ, яка проводилася у 1993 році, на полігоні «Коммунарка» покоїться прах від 10 до 14 тисяч осіб, з них близько 5 тисяч відомі поіменно. За іншими даними — до 30 тисяч, з яких близько 10 тисяч встановлені поіменно.
| На території «Коммунарки» поховані останки представників понад 60 національностей, громадян 11 країн. У списку жертв — політичні та громадські діячі Литви, Латвії, Естонії, лідери Комінтерну, які представляли комуністичні рухи Німеччини, Румунії, Франції, Туреччини, Болгарії, Фінляндії, Угорщини. А уряд Монголії, яка вважалася головним та найвірнішим союзником СРСР, був знищений тут у повному складі в один день[4]. |
Неподалік від місця розстрілів знаходилася дача наркома НКВС СРСР Генріха Ягоди.

## Відомі особи, які були тут страчені
- Бєлобородов Олександр Георгійович (1891–1938) — радянський політичний і партійний діяч.
- Біценко Анастасія Олексіївна (1875–1938) — революційна діячка Російської імперії. Член ЦК партії соціалістів-революціонерів, член її Бойової організації.
- Богомолов Дмитро Васильович (1890–1938) — український та радянський дипломат.
- Бухарін Микола Іванович (1888–1938) — радянський діяч, економіст, академік АН СРСР.
- Бубнов Андрій Сергійович (1884–1938) — радянський політичний діяч.
- Карпеченко Георгій Дмитрович — російський генетик і селекціонер.
- Поліванов Євгеній Дмитрович (1891–1938) — радянський лінгвіст, один з перших радянських соціолінгвістів.
- Риков Олексій Іванович (1881–1938) — радянський політичний діяч.
- Ахундов Рухулла Алі-огли (1897–1938) — азербайджанський революціонер, радянський партійний та державний діяч.
- Ікрамов Акмаль Ікрамович (1896–1938) — 1-й секретар ЦК КП(б) Узбекистану.
- Ходжаєв Файзулла Убайдуллаєвич (1896–1938) — голова Ради Народних Комісарів Узбецької РСР.
- Павлов Дмитро Григорович (1897–1941) — радянський воєначальник, генерал армії.
- Коробков Олександр Андрійович (1897–1941) — радянський воєначальник, генерал-майор.